# 1952년 평양-강서 지진
1952년 평양-강서 지진 또는 강서 지진은 1952년 3월 19일 9시 4분 18초(UTC) 당시 조선민주주의인민공화국 평양 인근의 강서군에서 일어난 모멘트 규모 Mw6.3의 지진이다. 한국 전쟁 중간에 일어난 지진으로 전란 중 일어난 지진이라 남아 있는 지진 기록이 매우 적은 편이다. 1900년 이후 일어난 한국의 근대지진 중 규모가 가장 큰 지진이며 동시에 평양 지역에서 유별나게 거대한 규모로 일어난 지진이기도 하다.
4월 23일에는 진앙 인근의 은천군에서 모멘트 규모 Mw5.6, 최대진도 VI의 지진이 일어났다.